# Продуктово позициониране
Продуктовото позициониране е вид реклама, при която дадена марка, стока или услуга е включена в сюжета най-често на филм или на радио или телевизионно предаване. Това обикновено се прави срещу заплащане или друга услуга от страна на рекламодателя. В някои страни съществуват законови ограничения за използването на продуктово позициониране.

## Предимства и недостатъци
Предимствата на похвата са:
- Широк обхват и възприемчива аудитория – при касови филми, гледани от голям брой зрители, при предавания с висок рейтинг.
- Възможност за изграждане и поддържане на предпочитание към марката у потребителите – включването на любимата марка във филм или предаване затвърждава убеждението на аудиторията за правилността на избора ѝ и привлича нови потребители.
- Високи нива на запомняне на марката, ако е обвързана с главния герой.
- Изключително висока ефективност, нарастване на продажбите след възприемането на филма, предаването или клипа от аудиторията.

Примери: „Мъже в черно“ – очила Ray-Ban, „Златното око“ – BMW, музикален видеоклип на Нели Фуртадо – Nokia, „Досиетата Х“ – Ford, „Казино Роял“ – компютри VAIO, Sony Ericsson.
Интересен е фактът, че от Apple не желаят да контролират поместването на продуктите им и не заплащат за това. Продуцентите имат пълна свобода сами да решат как, къде и кога да се появят продуктите на Apple.
Поместването на продукти е съпроводено и от определени недостатъци.
- Опасност от негативни демонстрации на продукта/марката.
- Междукултурни различия – винаги трябва да се взимат предвид характеристиките на целевата аудитория преди да се вземе решение за поместването на продукт/марка.
- Опасност от претрупване на филм или предаване с търговски марки.
- Слаб контрол от страна на рекламодателите върху излъчването на посланието. Необходима е непрекъсната комуникация с режисьора и продуцентите, за да не се стигне до показване на продукта в неподходящи ситуации.

## Регулации

### В Европейския съюз
В Европейския съюз в телевизионни предавания направени след 19 декември 2009 продуктовото позициониране срещу заплащане е позволено само в не-детски филми и сериали, спортни предавания и развлекателни предавания и само на стоки, които не са тютюневи изделия или лекарства продавани само срещу рецепта, като отделните страни-членки могат да налагат допълнителни ограничения. Други изисквания са върху съдържанието на програмите да не бъде оказвано влияние до такава степен, че то да засяга редакторската независимост на медията, както и това, че продуктите не могат да изпъкват прекомерно. Ограниченията на ЕС не се отнасят за случаите, в които стоки или услуги са предоставени за предаването (например като реквизит или награди) без да има заплащане от страна на предоставящия ги.
При телевизионните предавания с продуктово позициониране зрителите трябва да бъдат уведомявани, че такова е използвано чрез надпис на екрана в началото и в края на предаването, както и след края на всеки рекламен блок. Отделните страни-членки могат да позволят това изискване да отпада, когато става въпрос за предаване, което не е произведено или поръчано от излъчващата го телевизия.
Независимо от това дали продуктовото позициониране по телевизията е позволено обаче, то често присъства във вносни, американски филми и сериали, както и например при спортни предавания, в които марките на екипите на състезателите се виждат.

### Във Великобритания
Във Великобритания продуктовото позициониране е разрешено по телевизията и радиото (освен в предавания на Би Би Си) от 28 февруари 2011 г. Преди тази дата марките на продукти показвани в британските телевизионни предавания е трябвало да бъдат заличавани. Допълнителни ограничения към общите за ЕС са забраната за продуктово позициониране на алкохолни напитки и на храни с високо съдържание на сол, захар и мазнини.

### В България
В България продуктовото позициониране е законово регламентирано от началото на 2010 г. То е наблюдавано, както и обикновените реклами, от Националния съвет за саморегулация в рекламата. На Българската национална телевизия е позволено да прилага продуктовото позициониране само във филми и сериали.
Продуктово позициониране в български предавания се наблюдава например в сериала „Стъклен дом“ и риалити шоуто „Биг Брадър“.